# Agustín V. Zamorano
Agustín Juan Vicente Zamorano (1798 - 1842), gobernador provisional de Alta California.

## Biografía
Nació en Florida española de padres españoles, entró en la armada el 1 de mayo de 1821. Sirvió en México y llegó a California en 1825 como Secretario de Estado del gobernador de la Alta California, José María de Echeandía. Sirvió hasta 1831. Durante el 31 de enero de 1832 y el 15 de enero de 1833 sirvió como gobernador provisional del norte de Alta California, mientras que José María de Echeandía gobernaba en el sur. 
En febrero de 1827 se casó con María Luisa Argüello, en San Diego, ella era hija de Santiago Argüello. Sus hijos fueron Dolores, Luis, Gonzalo, Guadalupe, Josefa, Agustín, and Eulalia. Zamorano participó en la Revolución mexicana, comandando un grupo de rebeldes en Monterrey, incluyendo un grupo de residentes extranjeros. 
Zamorano es más famoso por ser la primera persona en traer la imprenta a California. En el verano de 1834 publicó los primeros libros en California, y como secretario del gobernador mexicano, imprimió las primeras proclamaciones de los gobernadores mexicanos. El primer libro impreso fue el Manifiesto a la República Mexicana en 1835. El manifiesto garantizó amnistía a la gente de California despuérs de la rebelión reciente. 
Zamorano dejó California en 1838, regresó a San Diego en 1842, y murió ese año. En 1928 se formó el Club Zamorano, el cual estaba formado por coleccionistas de libros, bibliotecarios e impresores.